# Marco Publício Maleolo
Marco Publício Maleolo (em latim: Marcus  Publicius Malleolus) foi um político da gente Publícia da República Romana eleito cônsul em 232 a.C. com Marco Emílio Lépido.

## Primeiros anos
Com seu irmão, Lúcio Publício, foi edil, provavelmente em 240 a.C, e os dois foram responsáveis pela construção de um templo dedicado à Flora e pela instituição da Florália (Ludi Florales). Eles mandaram construir ainda o "Clivo Publício" (em latim: Clivus Publicius), uma rua que levava do Fórum Boário até o alto do Aventino, com dinheiro obtido com multas aplicadas aos que violavam as leis agrárias, geralmente apropriando-se indevidamente de terras públicas.
Varrão e Ovídio os chamam de edis plebeus, mas Rufo Festo afirma que foram edis curuis.

## Consulado (232 a.C.)
Foi eleito cônsul em 232 a.C. com Marco Emílio Lépido durante o período de transição entre a Primeira e a Segunda Guerra Púnica. Durante seu consulado, os romanos colonizaram o território ao sul de Arímino (moderna Rimini), até então território dos gauleses na Gália Cisalpina, conquistado depois de terem derrotado os sênones. Políbio cita a Lex Flaminia, uma lei agrária proposta pelo tribuno da plebe Caio Flamínio, que propunha a distribuição das terras entre as famílias de agricultores romanos. Segundo Cícero, este evento ocorreu durante o consulado de Espúrio Carvílio Máximo Ruga, quatro anos depois (228 a.C.).
No mesmo ano, a Sardenha, recém conquistada por seu predecessor, Mânio Pompônio Matão, se revoltou. Os dois cônsules, no retorno de uma campanha militar na qual amealharam um rico butim saqueado na região, foram atacados pelos corsos, que capturaram o tesouro.